# Wells Fargo Tower (Birmingham)
De Wells Fargo Tower (vroeger: SouthTrust Tower en Wachovia Tower) is een 138 meter hoog gebouw met 34 verdiepingen in Birmingham in Alabama. Het gebouw is sinds de opening in 1986 het hoogste gebouw van Birmingham. De Wells Fargo Tower was het hoofdkantoor van SouthTrust tot 2005 toen het werd gefuseerd tot Wachovia. Het gebouw bleef tot 2010 van Wachovia tot Wachovia in september 2010 over werd genomen door Wells Fargo. Tot op heden is Wells Fargo de grootste huurder van de Wells Fargo Tower.
Het gebouw werd ontwikkeld door Johnston-Rast & Hays en ontworpen door Skidmore, Owings and Merrill en Giattina, Fisher & Aycock. De aannemer was Brice Building Company. Toen de Wells Fargo Tower af was, was het het hoogste gebouw van Alabama en pakte deze titel af van de RSA–BankTrust Building. Het gebouw bleef het hoogste gebouw van Alabama tot 2006, toen de RSA Battle House Tower af was.
De Wells Fargo Tower is nu het regionale hoofdkantoor van Wells Fargo, maar het gebouw wordt ook verhuurd aan onder andere de advocatenbureaus Burr & Forman en Baker, Donelson, Bearman, Caldwell & Berkowitz.
Het gebouw heeft een oppervlakte van 51.097 m².